# Ивашенцов, Глеб Александрович (врач)
Глеб Алекса́ндрович Ива́шенцов (1883—1933) — советский терапевт, инфекционист, организатор здравоохранения.

## Ранние годы
Глеб Ивашенцов родился в Санкт-Петербурге 27 февраля (11 марта) 1883 года в семье  юриста Александра Петровича Ивашенцова (1858—1913), который был членом Петербургской Судебной Палаты по гражданскому отделению. Отец Глеба был видным теоретиком и практиком в области спорта и охоты, конструктором охотничьего ружья, производившегося Тульским оружейным заводом в 1900—1920-х годах. Его перу принадлежали такие монографии, как «Охота и спорт» (1898), «Бой и служба дробового ружья» (1910), «Охота с камерой. Фотографирование живой природы» (1913). Такую же любовь к  спорту сохранил и Глеб Александрович. Много времени он уделял спорту (плаванию, гребле, конькам, парусному спорту, велосипеду). Позже, уже будучи студентом, Г. Ивашенцов «много путешествовал по России на велосипеде, пешком, по железным дорогам, на пароходе, побывав почти везде, кроме Туркестана, Севера и Польши» (из автобиографии).
До 3-го класса Глеб учился в гимназии в Петербурге, а затем — в царскосельской Николаевской классической гимназии. Наставником класса, в котором он получал образование, был сам директор гимназии Иннокентий Фёдорович Анненский, выдающийся поэт, критик, учёный-эллинист. За время обучения Ивашенцов научился свободно говорить по-немецки, читать по-французски, начал знакомиться с английским языком. В 1901 году окончил гимназию с серебряной медалью. В Царском Селе семья Ивашенцовых жила на Московской улице в доме княжны Тумановой.

## Военно-медицинская академия (1901—1907)
В 1901 году Г. А. Ивашенцов поступил в Императорскую военно-медицинскую академию. Во время учёбы он сблизился с социал-демократами и в 1904 году за участие в «незаконной сходке» был временно исключён из академии. После исключения уехал в Маньчжурию, где шла русско-японская война, и на протяжении восьми месяцев работал в летучих отрядах Красного Креста.
По воспоминаниям профессора В. А. Башенина, в период первой революции Ивашенцов был активным революционером, примыкая к социал-демократической группе. Осенью 1905 года в обширной квартире его отца на Каменноостровском проспекте, д. 13, в комнате Ивашенцова работала целая группа студентов и курсисток по художественному изготовлению революционных знамён и надписей на них. Ивашенцов не раз избирался в члены президиума студенческих общеакадемических сходок, например, при рассмотрении нового устава академии, разработанного студентами. Осенью 1905 года студент IV курса академии Глеб Ивашенцов был одним из организаторов «Комитета помощи раненым на стороне революции». Он возглавлял группу студентов-медиков, действовавшую в Нарвском районе — самом населённом и пролетарском в городе. Штаб его отряда находился в лечебнице доктора Мандельштама (Петергофское шоссе, д. 31).
В 1907 году Г. А. Ивашенцов блестяще окончил академию, получив звание «лекаря с отличием». Однако революционная деятельность студента Ивашенцова не была забыта, и по приказу военного министра А. Ф. Редигера он в числе других 17 студентов был лишён права участвовать в конкурсе на оставление при академии для научного усовершенствования.

## Обуховская больница (1908—1922)
Г. А. Ивашенцов оставил военную службу и в 1908 году поступил экстерном в мужскую Обуховскую больницу (наб. Фонтанки, д. 106). Её возглавлял Александр Афанасьевич Нечаев — известный терапевт, ученик С. П. Боткина. В те годы больница была передовым лечебным учреждением. Больничные отделения возглавляли видные специалисты, многие из которых стали в дальнейшем профессорами. Здесь ежемесячно проводились общебольничные научные заседания, привлекавшие не только работников больницы, но и городских врачей. Проработав в Обуховской больнице с 1908 по 1922 год, Глеб Александрович последовательно прошёл четырёхлетний стаж  ассистента, затем был избран ординатором и, наконец, заведующим терапевтическим отделением. Кроме этого, Г. А. Ивашенцов получил микробиологическую подготовку в Институте экспериментальной медицины.
Уже через год после начала работы в больнице он опубликовал свою первую научную работу «Об опсоническом показателе при холере» («Русский врач», 1909, № 1). В 1908—1910 гг. он вместе с коллегами ввёл в терапию холеры обильные систематические вливания физиологического раствора соли. Врачей поражало количество вводимой жидкости: 3,0—4,5 литра за раз, до 20 литров за курс. Возражая оппонентам, Г. А. Ивашенцов говорил: «Отсчитывая выливающиеся из прибора литры, надо думать о том невероятном количестве жидкости, которое может и должен терять холерный больной: только тогда мы достаточно нальём больного» (1910).
Ивашенцов продолжает и систематизирует работу В. Р. Штюлерна по применению при холере антитоксической лечебной сыворотки Шурупова, которая «сокращает количество и облегчает течение холерных тифоидов» (1910).
Осенью 1913 года Г. А. Ивашенцов был командирован на городскую стипендию имени В. М. Кернига в Германию с целью научного усовершенствования. В течение года он работал в Берлине в клиниках профессоров Ф. Крауса, Г. Ф. Николаи, а также в лаборатории Ю. Моргенрота («Хемотерапевтические наблюдения над мышьякоупорными расами трипанозом Нагана»).
В Берлине его застало начало Первой мировой войны. Ивашенцов был интернирован. Через полтора месяца, пройдя через военную тюрьму и лагерь, Глеб Александрович с помощью местных социал-демократов организовал выезд интернированных врачей в Россию в качестве сопровождающих больных, стариков и детей. Вернувшись в Петроград в сентябре 1914 года, Г. А. Ивашенцов продолжил работать ассистентом в Обуховской больнице. В 1915 году он стал младшим врачом (ординатором) больницы и одновременно — старшим врачом в госпитале Союза городов № 144.
В феврале 1917 года Г. А. Ивашенцов был одним из инициаторов создания Скорой помощи в Петрограде. Союз городов изыскал для этой службы автомобили, оборудование, медикаменты, перевязочный материал. В пандемию гриппа (испанки) 1918 года часто наблюдались тяжёлые пневмонии, осложнявшие основное заболевание. Г. А. Ивашенцов, изучая эти пневмонии, выделил диплококк. В начале 1919 года он стал членом Чрезвычайной комиссии по борьбе с сыпным тифом, но вскоре сам заболел тяжёлой формой этого заболевания, осложнившейся полиневритом с парезом рук, и летом 1919 года уехал к семье в Константиноград (Полтавская губерния) для поправления здоровья. В Константинограде Г. А. Ивашенцов пережил трёхкратную смену власти и, не имея возможности бежать оттуда по состоянию здоровья, переехал для грязелечения в Пятигорск. Занявшие город красные предложили ему заведовать лечебно-санитарным подотделом. Эту должность он и занимал в течение 3—4 месяцев, благодаря чему хорошо ознакомился с курортным делом.
В 1920 году телеграммой Наркомздрава его вызвали в Петроград и назначили на административную должность заведующего лечебным подотделом Петроградского губернского отдела здравоохранения; одновременно он работал старшим врачом — заведующим отделениями в Обуховской больнице, где вёл лечебную и научную работу. Осенью 1921 года Г. А. Ивашенцов, переутомившись на не удовлетворявшей его административной работе в губздраве, отказался от неё и снова сосредоточился на научной деятельности — изучении возвратного тифа.

## Больница им. С. П. Боткина (1922—1933)
Работая в Обуховской больнице, Г. А. Ивашенцов, постоянно сталкивался с инфекционными заболеваниями (холерой, брюшным, сыпным и возвратным тифом, испанкой, сибирской язвой, пневмониями). Благодаря этому он стал опытным инфекционистом с большой общетерапевтической и микробиологической подготовкой. И когда в инфекционной больнице имени С. П. Боткина появилась вакансия главного врача, коллегия врачей Боткинской больницы пригласила на это место Глеба Александровича. Его кандидатура была поддержана А. А. Нечаевым.
1 июля 1922 года Ивашенцова избирают главным врачом инфекционной больницы имени С. П. Боткина. Эта больница была до революции самым передовым инфекционным стационаром не только в России, но и в Европе. Однако за годы Гражданской войны больница пришла в упадок. В ней осталось 350 функционирующих коек в 13 бараках, в которых лопнули водопроводные трубы, температура зимой опускалась ниже нуля, и больные лежали на койках в верхней одежде. Началось гниение деревянных зданий, краска со стен сходила пластами, более ветхие бараки разбирались для отопления ещё пригодных. Дезинфекционная камера была законсервирована. Отмечалась высокая заболеваемость обслуживающего персонала, не хватало белья, продовольствия и медикаментов. В некоторых бараках было устроено общежитие рабочих. Больница была намечена к ликвидации.
Уже имевший опыт организации здравоохранения, Глеб Александрович начал свою деятельность главного врача с создания условий для нормальной работы больницы. Благодаря его усилиям начался капитальный ремонт больничных зданий, были восстановлены водопровод, канализация, электросеть, организована внутрибольничная телефонная связь, была расширена лаборатория. Возобновились научно-исследовательская работа и научные заседания врачей. Персонал больницы пополнился большим числом молодых сотрудников и крупными специалистами, привлечёнными в качестве консультантов. Уже к концу 1924 года в больнице функционировало 850 коек, обслуживающих возникшую тяжёлую эпидемию скарлатины.
В 1926 году по инициативе Ивашенцова был объявлен конкурс проектов реконструкции больницы. По его замыслу, проработанному совместно с архитектором А. И. Гегелло, больница должна была превратиться в институт инфекционных болезней с благоустроенными клиниками, оснащёнными лабораториями, аудиториями, отвечать современным требованиям изоляции больных, их санитарно-эпидемического содержания, давать возможность проведения наиболее полного диагностического обследования и лечения. Проектом предусматривалось строительство 13 двухэтажных павильонов на 950 коек.
На место старых «временных бараков» Г. А. Ивашенцов стал воздвигать новую, современную инфекционную больницу. Реконструкция началась со строительства нового здания лаборатории, закладка которой состоялась 27 июля 1927 года. В 1928 году он ездил за границу для ознакомления с больничным строительством; последний год работал над проектом загородной больницы на 5000 коек и провёл его в Госплане. И хотя не всё из задуманного удалось осуществить, к концу 1933 года было введено в эксплуатацию 9 зданий (воздвигнуты изоляторы, приёмный покой, лаборатории, секционная), а в 1935—1939 годах построено ещё 3 павильона.
Глеб Александрович Ивашенцов много сил отдавал своей больнице. Он поселился на её территории, делал ежедневные обходы отделений, знал всех поступающих больных. Врачи имели возможность вызывать главного врача во всех экстренных и трудных для диагностики и лечения случаях. Неясных, тяжёлых больных он наблюдал ежедневно до тех пор, пока течение болезни не принимало благоприятное направление. Нередко он приходил к больным и ночью.
Благодаря Г. А. Ивашенцову был создан сплочённый коллектив врачей-инфекционистов, а к самой больнице им. С. П. Боткина вновь вернулась былая слава центра изучения инфекционных заболеваний.

## Научная работа
В 1927 году Глеб Александрович был приглашён директором 1-го Ленинградского медицинского института Г. Ф. Лангом на кафедру инфекционных болезней (в 1928 году избран заведующим по конкурсу). Здесь он стал одним из наиболее уважаемых профессоров 1-го ЛМИ и был избран заместителем председателя Ленинградского отделения Всесоюзного терапевтического общества и заместителем председателя Микробиологического общества. Несмотря на большую загруженность (руководитель крупной больницы и клиники инфекционных болезней 1-го ЛМИ), Г. А. Ивашенцов написал «Курс острых инфекционных болезней» (1-е изд. 1925 г., 2-е — 1932 г.). Этот учебник в дальнейшем выдержал семь изданий и десятилетиями служил руководством для студентов и врачей.
Большая работа была проведена Г. А. Ивашенцовым по поручению Наркомздрава в области организации подготовки квалифицированных кадров инфекционистов. Клиническая аспирантура и ординатура по инфекционным болезням только зарождались в то время, и Г. А. Ивашенцову было поручено разработать целый круг связанных с этим вопросов. Им были составлены десятки подробнейших проектов аспирантских планов, определены различные профили аспирантуры (клинический, эпидемиологический). План подготовки аспирантов в 1-м ЛМИ был признан наилучшим и утверждён Наркомздравом в качестве профильного для всех кафедр инфекционных болезней страны.
Создание новых научно-методических и организационных основ клинического учения об инфекционных болезнях, отвечавших требованиям времени, разработка системы преподавания курса инфекционных болезней в высшей и средней медицинской школе явились главной заслугой Г. А. Ивашенцова.
Г. А. Ивашенцов был организатором научной работы в Ленинграде и во всём Союзе, одним из основателей Терапевтического общества им. С. П. Боткина в Ленинграде и членом его президиума, членом президиума Микробиологического общества, членом Всесоюзного совета съездов терапевтов. Начиная с 1920 года, он многократно  выступал на всероссийских и всесоюзных научных съездах программным докладчиком. 1910 г. — «К вопросу о лечении холеры» (Пироговский съезд), 1913 г. — «О лечении сальварсаном сифилиса нервной системы» (12-й Пироговский съезд), 1922 г. — «Об осложнениях при возвратном тифе» (Съезд российских терапевтов), 1926 г. — «О дизентерии» (9-й съезд терапевтов), 1928 г. — «О паратифах» (10-й съезд терапевтов).

## Общественная деятельность
Общественную работу начал в 1915 г., организовав делегатский совет врачей при городском комитете Союза городов, в котором состоял секретарём, а затем председателем до ликвидации комитета в 1918 г. С 1917 г. — член и товарищ председателя делегатского совета больничных врачей, а позднее — член правления профессионального союза врачей. Член Совета рабочих, крестьянских и солдатских депутатов первых двух созывов. В 1920 г. вступил в союз Медсантруд и был членом бюро секции врачей. В 1923 г. избран председателем Петроградского отдела союза. В 1924 г. — член президиума Губпрофсовета. С 1924 г. — член ЦК союза Медсантруд. На 3-м Общесоюзном съезде секций врачей избран членом Центрального бюро врачебных секций.

Так записал свой curriculum vitae Глеб Александрович в 1926 году. Последующие 7 лет его жизни были так же многообразны и полноценны. Его избирают кандидатом в члены ЦИК СССР, членом президиума Ленсовета, председателем эпидемического совета Ленинградского горздравотдела и облздравотдела.

## Гибель

Могила Г. А. Ивашенцова на Казачьем кладбище

3 декабря 1933 года Ивашенцов, торопившийся из больницы на научное заседание, при не до конца ясных обстоятельствах был сбит автомобилем на Невском проспекте. В результате этого он получил тяжёлые травмы и 9 декабря скончался.
Похоронен на бывшей Коммунистической площадке Александро-Невской лавры, совсем недалеко от больницы, в которой он трудился более 10 лет. На его могиле воздвигнут бюст с постаментом, выполненными из цельного камня белого мрамора (автор — Л. В. Шервуд).
Г. А. Ивашенцов был первоклассным терапевтом-инфекционистом (его научное наследие составляет 44 работы), руководителем крупной больницы и опытным организатором здравоохранения. Это был безукоризненно честный человек, «совесть врачей Ленинграда», как называли его многие. Как отмечает профессор Т. В. Беляева, «инфекционисты справедливо считают его вторым после С. П. Боткина по вкладу в учение об инфекционных болезнях».
10 сентября 1935 года именем Г. А. Ивашенцова была названа улица (бывшая Золотоношская), которая идёт от Невского проспекта к Миргородской и упирается прямо в больницу имени С. П. Боткина.

## Семья
В 1911 году женился на дочери военного инженера Наталье Владимировне Шифферс (в браке Ивашенцовой) (1893—1966), в дальнейшем сотруднице Центральной коммунальной библиотеки Ленинграда (1936—1941), Государственной публичной библиотеки имени М. Е. Салтыкова-Щедрина (1941—1955).
Трое детей: дочь, Наталья (в замужестве Фрейдлин) (1912—1942) и два сына: Александр (1915—1991) и Владимир (1916—1990). 
Внуки: 
- Ирина Соломоновна Фрейдлин (1936—2024) — иммунолог и аллерголог, доктор медицинских наук, профессор, член-корреспондент РАМН.
- Глеб Александрович Ивашенцов (полный тёзка) (род. 1945) — дипломат, Чрезвычайный и полномочный посол Российской Федерации в странах Азии.
- Анна Владимировна Ивашенцова (1950—2015) — художник-график, иллюстратор детской литературы, член секции графики Санкт-Петербургского Союза художников.